# Lahnau
Lahnau település Németországban, Hessen tartományban. Lakosainak száma 8312 fő (2023. december 31.). Lahnau Wetzlar, Heuchelheim és Biebertal községekkel határos.

## Népesség
A település népességének változása:
| Lakosok száma | 8074 | 8226 | 8223 | 8211 | 8284 | 8312 |
|               | 2014 | 2017 | 2019 | 2021 | 2022 | 2023 |